# Manuel de Valadão Pimentel

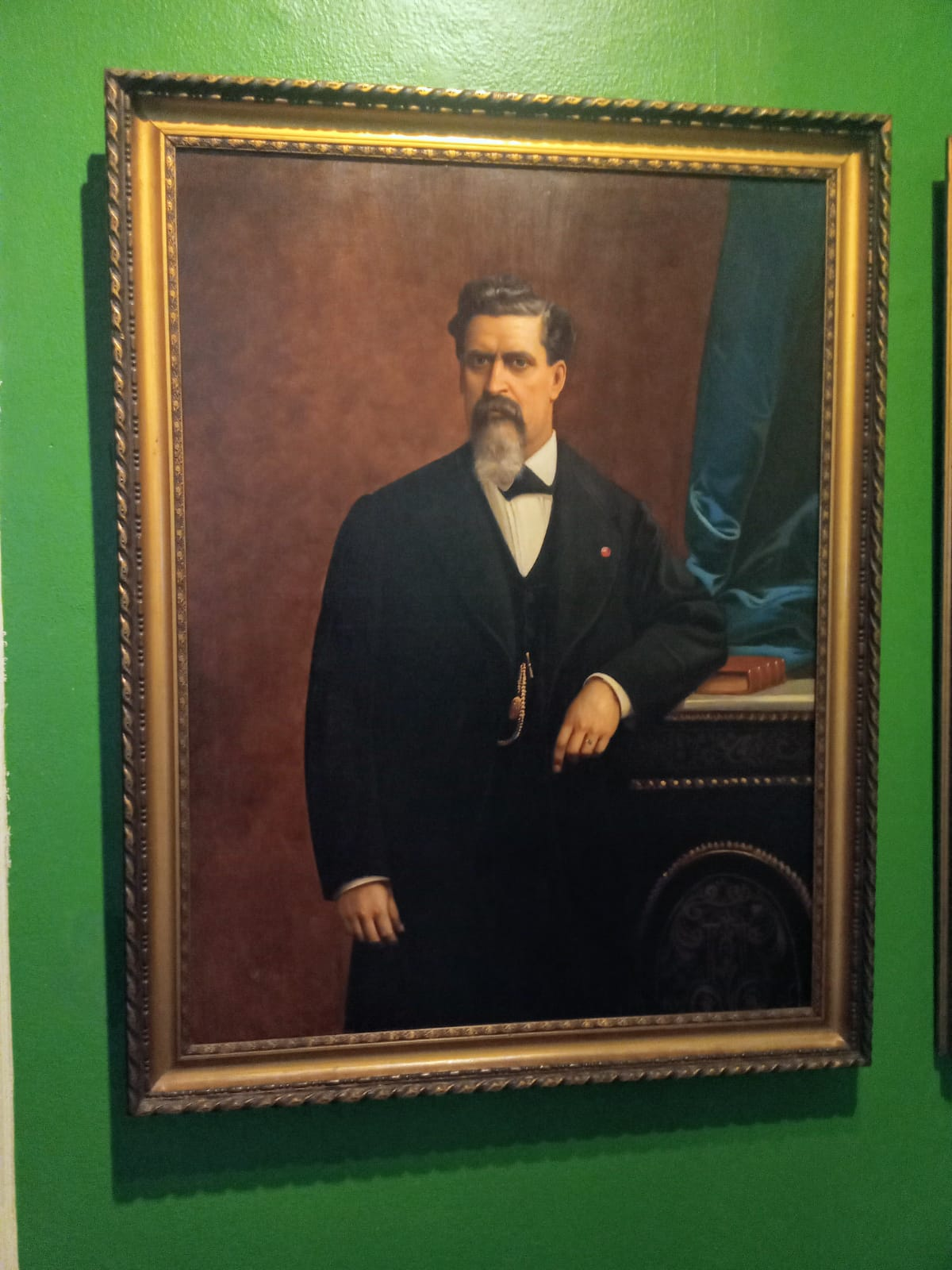
Barão de Petrópolis (Museu Histórico Nacional)

Manuel de Valadão Pimentel, primeiro e único Barão de Petrópolis (Cachoeiras de Macacu, 4 de março de 1812 — Rio de Janeiro, 30 de novembro de 1882) foi um médico brasileiro.
Casou-se com Inês de Valadão Pimentel. Formou-se na Faculdade de Medicina do Rio de Janeiro, onde foi professor e depois diretor. Foi agraciado barão, comendador da Imperial Ordem de Cristo e oficial da Imperial Ordem da Rosa.
Foi eleito membro da Academia Nacional de Medicina em 1832, onde é patrono da cadeira 06.
Era membro do IHGB desde 1840.